# ليوبيسا بروشتش
ليوبيسا بروشتش (بالصربية: Љубиша Броћић)‏، من مواليد 1911 في بلغراد في صربيا وتوفي في 16 أغسطس 1995، مدرب كرة قدم صربي سابق.
و قد درب منتخب ألبانيا لكرة القدم في عام 1947، وقد درب نادي النجم الأحمر في عام 1951، ودربهم مرة أخرى في موسم 1953/1954، وفي عام 1954 درب منتخب مصر لكرة القدم، وفي عام 1955 درب نادي ريسنغ بيروت اللبناني، ودرب منتخب لبنان لكرة القدم في عام 1956، وفي موسم 1956/1957 درب نادي بي أس في آيندهوفن الهولندي، وقد درب نادي يوفنتوس الإيطالي في منذ عام 1957 وحتى عام 1959، ودرب نادي برشلونة الإسباني في موسم 1960/1961، وفي أكتوبر 1961 درب منتخب الكويت لكرة القدم، وقد كان يدرب منتخب نيوزيلندا لكرة القدم في عام 1968، وقد درب منتخب الكويت لكرة القدم منذ عام 1971 وحتى عام 1973، وعاد إلى تدريب منتخب الكويت لكرة القدم منذ عام 1973 وحتى عام 1975، وقد درب نادي النصر السعودي في عام 1975، وقد درب نادي الهلال السعودي.

## روابط خارجية
- ليوبيسا بروشتش على موقع قاعدة بيانات كرة القدم.إي يو (الإنجليزية)
- ليوبيسا بروشتش على موقع عالم كرة القدم.نت (الإنجليزية)